# 動橋線
動橋線（日语：／）是一條連接石川縣加賀市宇和野站至新動橋站之間的鐵路線。在1963年（昭和38年），此線與連絡線剩下區間合併並改名為山代線。隨後在1971年（昭和46年）全線廢除。
此線與山中線與片山津線等路線統稱加南線。

## 路線數據
- 路線距離（營業距離）：3.4公里
- 軌距：1067mm
- 車站數目：4座（包含起終點站）
- 雙線區間：沒有（全線單線）
- 電氣化區間：全線

## 歷史
- 1906年（明治39年）3月5日 山代軌道成立。
- 1911年（明治44年）3月5日 山代村（宇和野）至動橋村（新動橋）之間開業。
- 1913年（大正2年）12月1日 路線轉讓給溫泉電軌。
- 1943年（昭和18年）10月13日 在戰時統合下，由北陸鐵道經營。成為北陸鐵道動橋線。
- 1945年（昭和20年）4月1日 此線從軌道法管轄，變為由地方鐵道法管轄。
- 1963年（昭和38年）7月19日 此線與連絡線剩下區間（宇和野至河南之間）合併並改名為山代線[1]。
- 1971年（昭和46年）7月11日 全線廢除[1]。

## 車站列表
車站名稱和所在地取自廢除一刻。所有車站都在石川縣。
圖例
列車交會 … ◇：可進行交會、｜：不可進行交會
| 中文站名 | 日文站名 | 英文站名        | 站間營業距離 | 累計營業距離 | 接續路線                                              | 列車交會 | 所在地       |
| -------- | -------- | --------------- | ------------ | ------------ | ----------------------------------------------------- | -------- | ------------ |
| 宇和野   |          | Uwano           | -            | 0.0          | 北陸鐵道：連絡線                                      | ◇        | 加賀市上野町 |
| 庄學校前 |          | Sho-gakkomae    | 1.3          | 1.3          |                                                       | ｜       | 加賀市庄町   |
| 庄       |          | Sho             | 0.7          | 2.0          |                                                       | ｜       | 加賀市庄町   |
| 新動橋   |          | Shin-iburihashi | 1.3          | 3.3          | 國鐵：北陸本線（動橋站） 北陸鐵道：片山津線（動橋站） | ｜       | 加賀市動橋町 |

## 注腳
1. 1 2  今尾惠介. . 日本: 新潮社. 2008年10月18日: 27. ISBN 9784107900241.

## 相關項目
- 廢線